# 李庄乡 (宝丰县)
李庄乡，是中华人民共和国河南省平顶山市宝丰县下辖的一个乡镇级行政单位。

## 行政区划
李庄乡下辖以下地区：
程寨沟社区、龙山社区、杨庄村、李庄村、纸坊村、杨树沟村、贺窑村、程庄村、外口村、姬家村、龙池村、马庄村、马楼村、马圪当村、南牛村、徐庄村、翟庄村、新寨村、下丁村、祁家村、尚王村、禄庄村、幸福村、崔东村、闪庄村和翟西村。

## 中国传统村落
2013年8月，程庄村被评为第二批中国传统村落。